# Епархия Томбура-Ямбио

Епархия Вау на карте Судана обозначена под номером 6

Епархия Томбура-Ямбио (лат. Dioecesis Tomburaënsis-Yambioensis) — епархия Римско-Католической церкви c центром в городе Ямбио, Южный Судан. Юрисдикция Томбура-Ямбио распространяется на весь штат Западная Экватория. Епархия Томбура-Ямбио входит в митрополию Джубы.

## История
3 марта 1949 года Святой Престол учредил апостольскую префектуру Мупоя, выделив её из апостольских викариатов Бер-эль-Джебеля (сегодня — Архиепархия Джубы) и Бар-эль-Газаля (сегодня — Епархия Вау).
3 июля 1955 года апостольская префектура Мупоя передала часть своей территории для возведения нового апостольского викариата Румбека (сегодня — Епархия Румбека).
12 декабря 1974 года Римский папа Павел VI выпустил буллу Cum in Sudania, которой преобразовал апостольскую префектуру Мапоя в епархию.
21 февраля 1986 года епархия Мапоя была переименована в епархию Томбура-Ямбио.

## Ординарии епархии
- епископ Доменико Феррара (11.03.1949 — 18.04.1973);
- епископ Джозеф Абангите Гаси (12.12.1974 — 19.04.2008);
- епископ Эдвард Хииборо Куссала (19.04.2008 — по настоящее время).

## Источник
- Annuario Pontificio, Libreria Editrice Vaticana, Città del Vaticano, 2003, ISBN 88-209-7422-3